# Portadown
Portadown (del irlandés Port an Dúnáin que significa Puerto de la fortaleza) es un antiguo pueblo mercado del condado de Armagh, en Irlanda del Norte. Su población está estimada en alrededor de 22 000 habitantes, de los cuales aproximadamente dos tercios son unionistas y un tercio nacionalista. Está situada al norte del condado, en el río Bann y es parte del consejo de Craigavon Borough.
En la década de 1990 Portadown atrajo la atención de los medios internacionales debido al "conflicto de Drumcree". Es la última parte de una disputa que viene de mucho tiempo atrás en torno a los desfiles y que comenzó en el siglo XIX, llevando a numerosos choques violentos.
- Datos: Q768714
- Multimedia: Portadown / Q768714